# Evangelische Akademie Tutzing

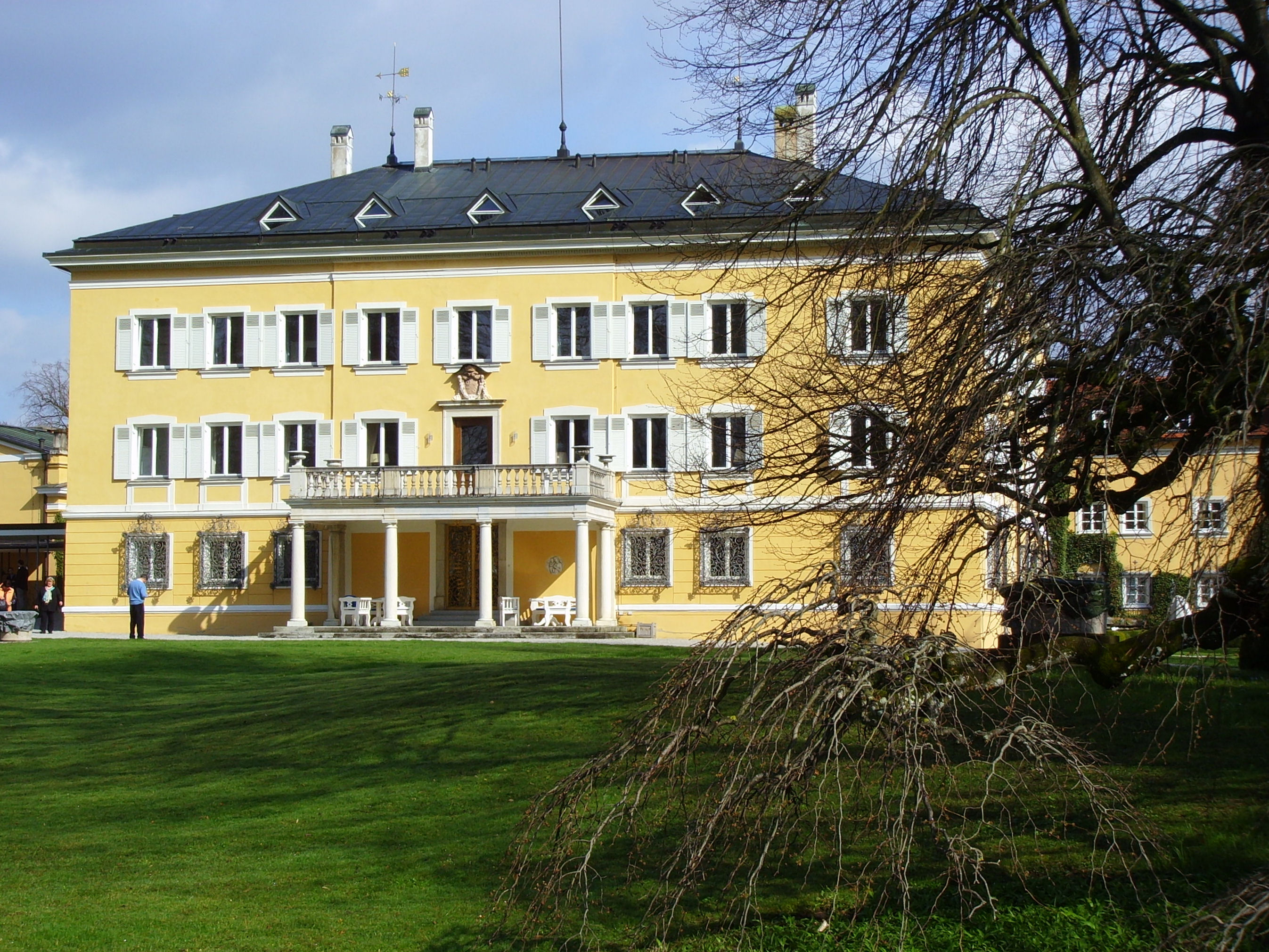
Blick vom Starnberger See zum Haupthaus, Schloss Tutzing

Die Evangelische Akademie Tutzing in Tutzing im Landkreis Starnberg ist eine Tagungs- und Studienstätte der Evangelisch-Lutherischen Kirche in Bayern. Sie wurde im Jahr 1947 vom damaligen Landesbischof Hans Meiser gegründet. Aufgabe der Akademie ist es, Tagungen, Seminare und wissenschaftliche Kolloquien durchzuführen.

## Organisation und Mitarbeiterstab
Die Akademie wird von dem Theologen Udo Hahn geleitet. Mit ihm zusammen gestalten sieben  Studienleiter inhaltlich die Tagungen der verschiedenen Themenfelder. Beratend wirkt ein Kuratorium von Persönlichkeiten aus Politik und Kirche, Wirtschaft, Forschung und Publizistik.
Insgesamt werden pro Jahr etwa 90 Tagungen mit rund 12.000 Tagungsteilnehmern organisiert und durchgeführt. Die Akademie finanziert sich überwiegend aus Kirchensteuermitteln sowie Teilnehmergebühren und Zuschüssen Dritter.
Die Veranstaltungen finden vorwiegend im Schloss Tutzing aber auch an anderen Orten in Deutschland statt.

## Orientierung an den Fragen der Zeit
Politiker der ersten Stunde trafen sich schon in der Nachkriegszeit in der Akademie am Starnberger See, um die Weichen für die bundesdeutsche Demokratie zu stellen. Einiges von dem, was hier in kontroversen Debatten erarbeitet wurde, konnte später in die politische Praxis übersetzt werden. Egon Bahr hielt in Tutzing am 15. Juli 1963 seine Rede Wandel durch Annäherung, deren Kernaussagen später das politische Verhältnis des deutschen Bundeskanzlers Willy Brandt zur DDR bestimmt haben. Insofern hat die Evangelische Akademie Tutzing Akzente gesetzt in den öffentlichen Auseinandersetzungen und Impulse gegeben für reformorientierte Weiterentwicklungen in Deutschland.
Tagungen der Akademie geben Anstöße in vielen Bereichen der Politik, Gesellschaftswissenschaften und Religion, Kunst und Kultur. Themen umfassen Initiativen zur Fortentwicklung der Europäischen Union und zur gesamteuropäischen Integration bis hin zu Fragen nach einer zukünftigen Energiewirtschaft. Die Evangelische Akademie Tutzing bemüht sich, aktuelle Fragen der Zeit im Horizont christlichen Glaubens zu erhellen und Klärungen im gesamtgesellschaftlichen Diskurs voranzubringen, um einer verantwortlichen, gerechten und partizipativen Gesellschaft den Weg zu ebnen.

## Preisverleihungen
Aus der Tutzinger Akademiearbeit sind in den letzten Jahrzehnten verschiedene kulturelle und gesellschaftliche Initiativen hervorgegangen. Hierzu zählen der seit 1984 in zweijährlichem Turnus verliehene Marie Luise Kaschnitz-Preis, mit dem die Akademie einen Akzent in der Literaturszene der Gegenwart gesetzt hat.
Schließlich hat die Akademie im Jahr 2000 den Toleranzpreis der Evangelischen Akademie Tutzing ins Leben gerufen. Damit werden alle zwei Jahre Menschen bzw. Initiativen gewürdigt, die sich für Benachteiligte einsetzen, beispielhaft mutig, beherzt und verantwortungsbewusst handeln.

## Gebäude und Park der Akademie
Zur Besitzgeschichte des Schlosses siehe Schloss Tutzing 
Der hufeisenförmige, dreigeschossige Hauptbau des Tutzinger Schlosses erhielt seine heutige Gestalt zwischen 1803 und 1816 mit dem Umbau einer älteren Anlage unter Graf Friedrich von Vieregg durch einen Tiroler Baumeister. Ein Mittelrisalit vor der Seefassade wurde 1921/1922 durch einen dreiachsigen Portikus ersetzt, der im ersten Obergeschoss mit der Balustrade eines Balkons abschließt. Im 19. Jahrhundert wurden auch der Wirtschaftstrakt („Kavaliersbau“) errichtet und 1922 die 1802 als Palmenhaus gebaute Halle zum Festsaal mit einer Kassettendecke nach italienischem Vorbild umgebaut. Als Konferenzsaal der Akademie entstand 1959 durch Olaf Andreas Gulbransson der Rundbau des Auditoriums mit seiner kreisförmigen, Dialog und Diskurs fördernden Anordnung der Sitzreihen. 1981 wurde mit einer lichten Holz- und Glasarchitektur der Anbau des Restaurants von Hans-Busso von Busse errichtet.
Auf dem zwei Hektar großen Grundstück entstand um 1840 ein Englischer Garten, der 1870 von Carl von Effner erweitert und umgestaltet wurde. Zahlreiche Kunstwerke, manche davon noch aus der Sammlung des Kunsthändlers Marcell Nemes, der das Schloss bis 1930 besaß, schmücken die Räume und den Park des Schlosses. Lediglich das „Garatshauser Kreuz“, ein Kruzifix des frühen 16. Jahrhunderts in der Schlosskapelle, hat eine lokale Provenienz.

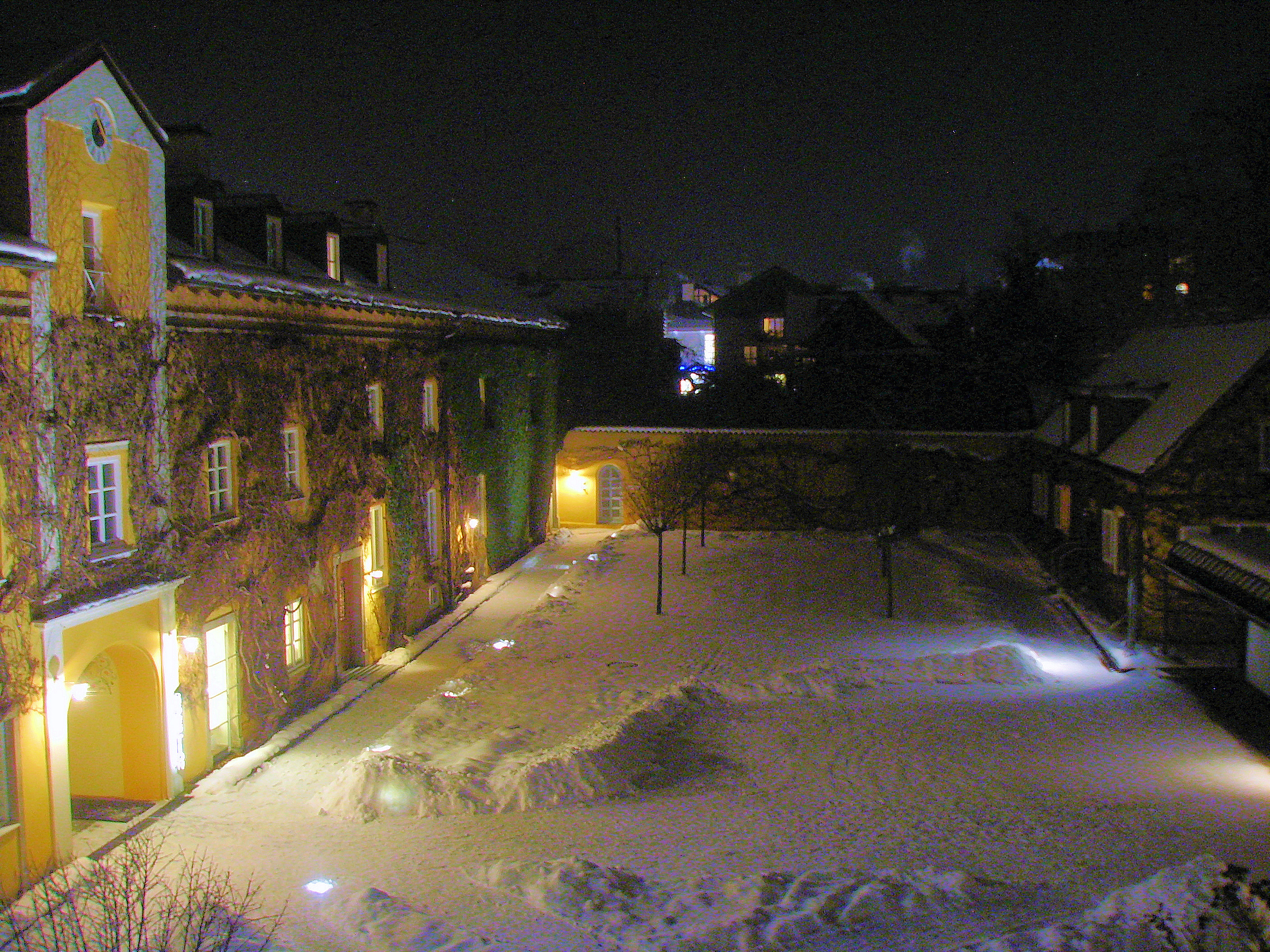
Vorhof im Winter
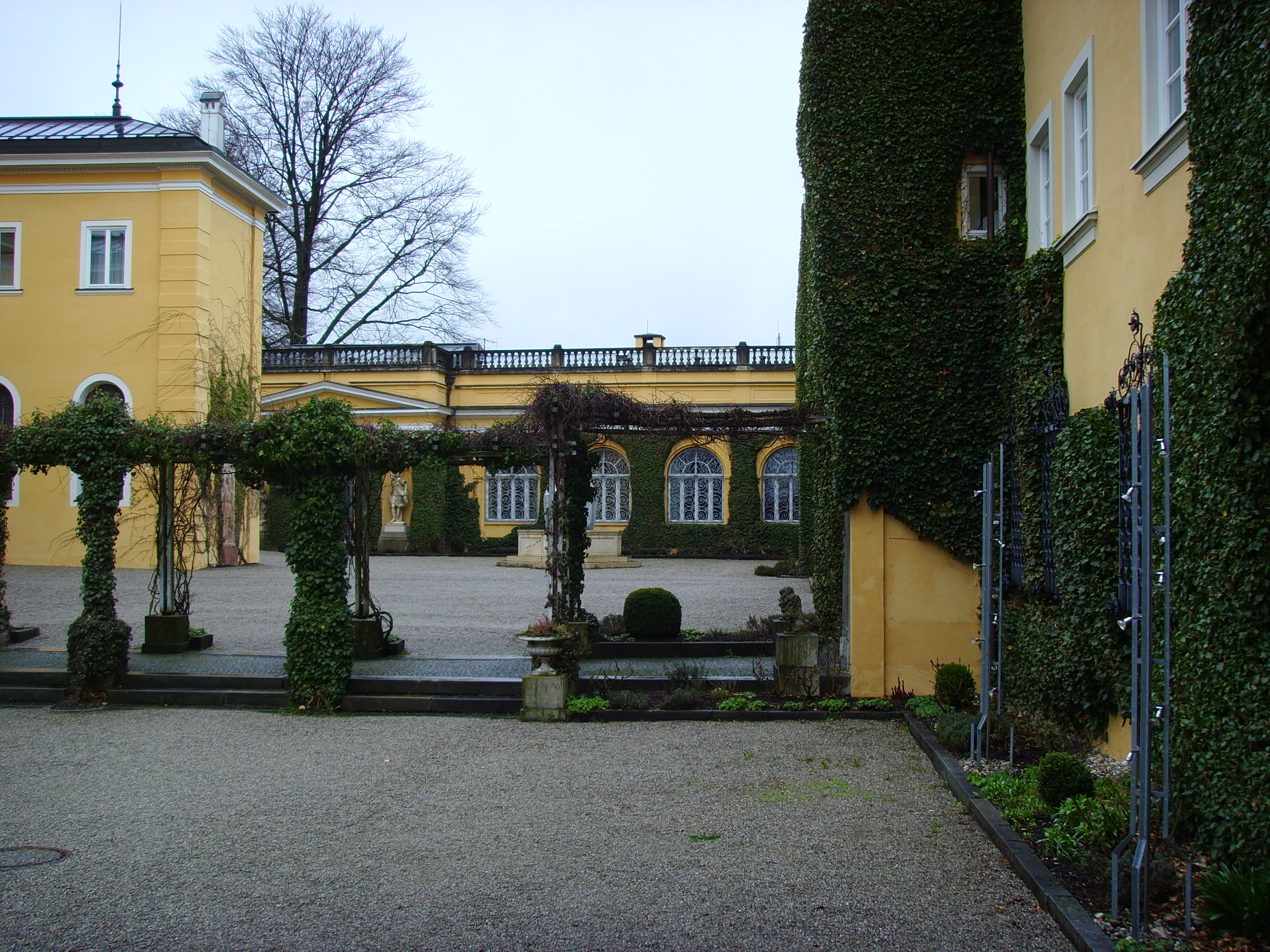
Innenhof
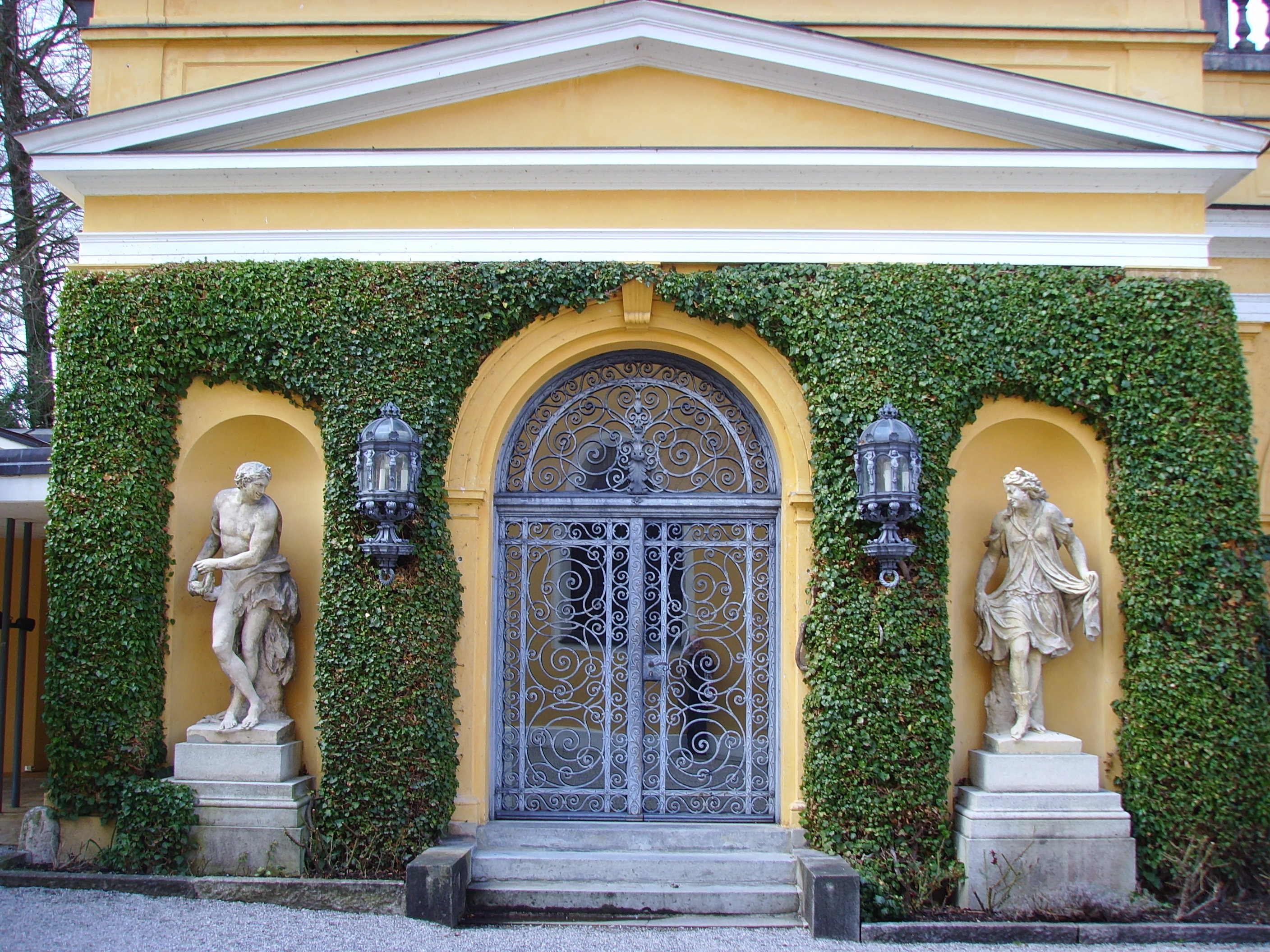
Innenhof, Seiteneingang zum Musiksaal
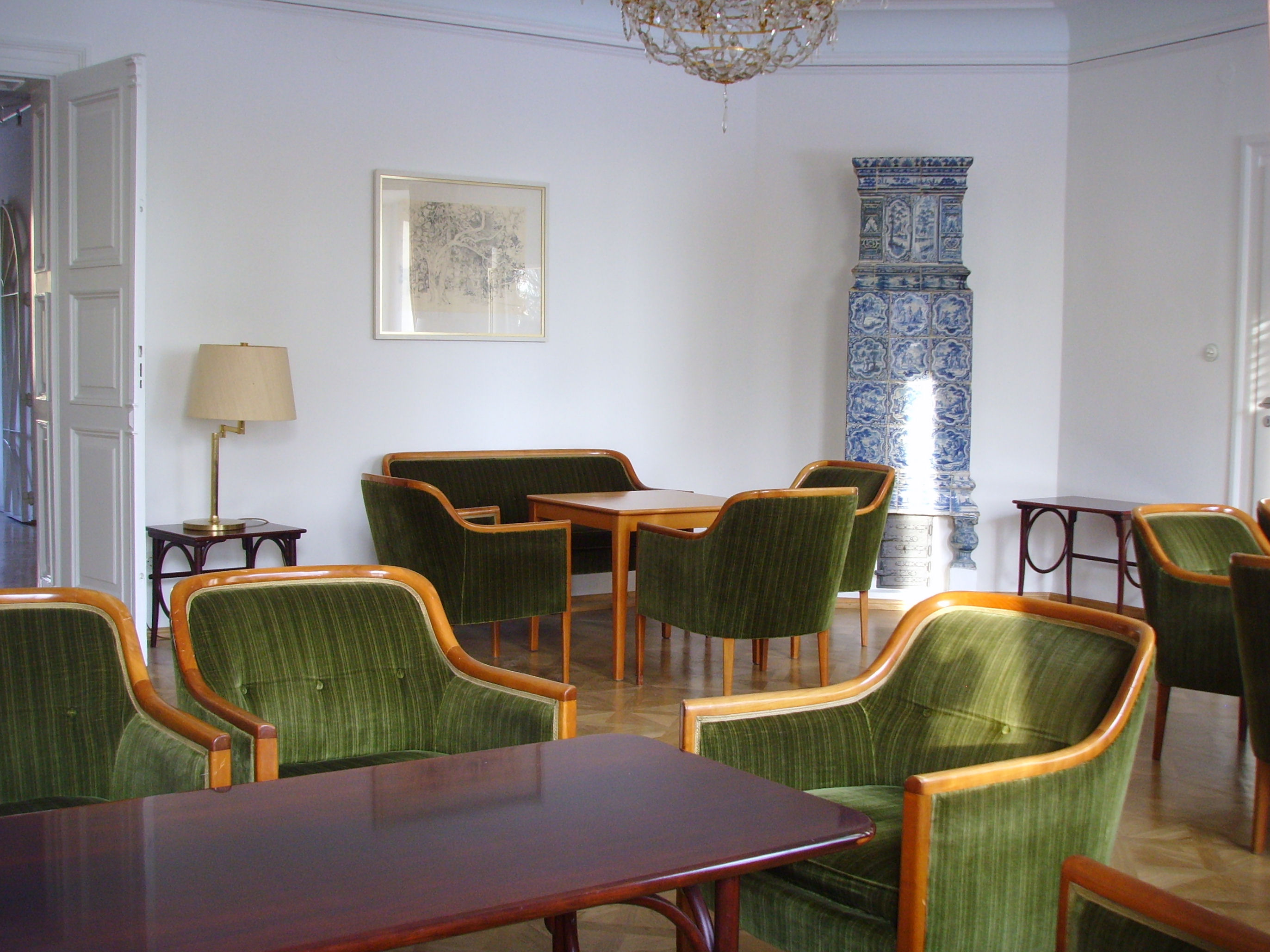
Ein Salon
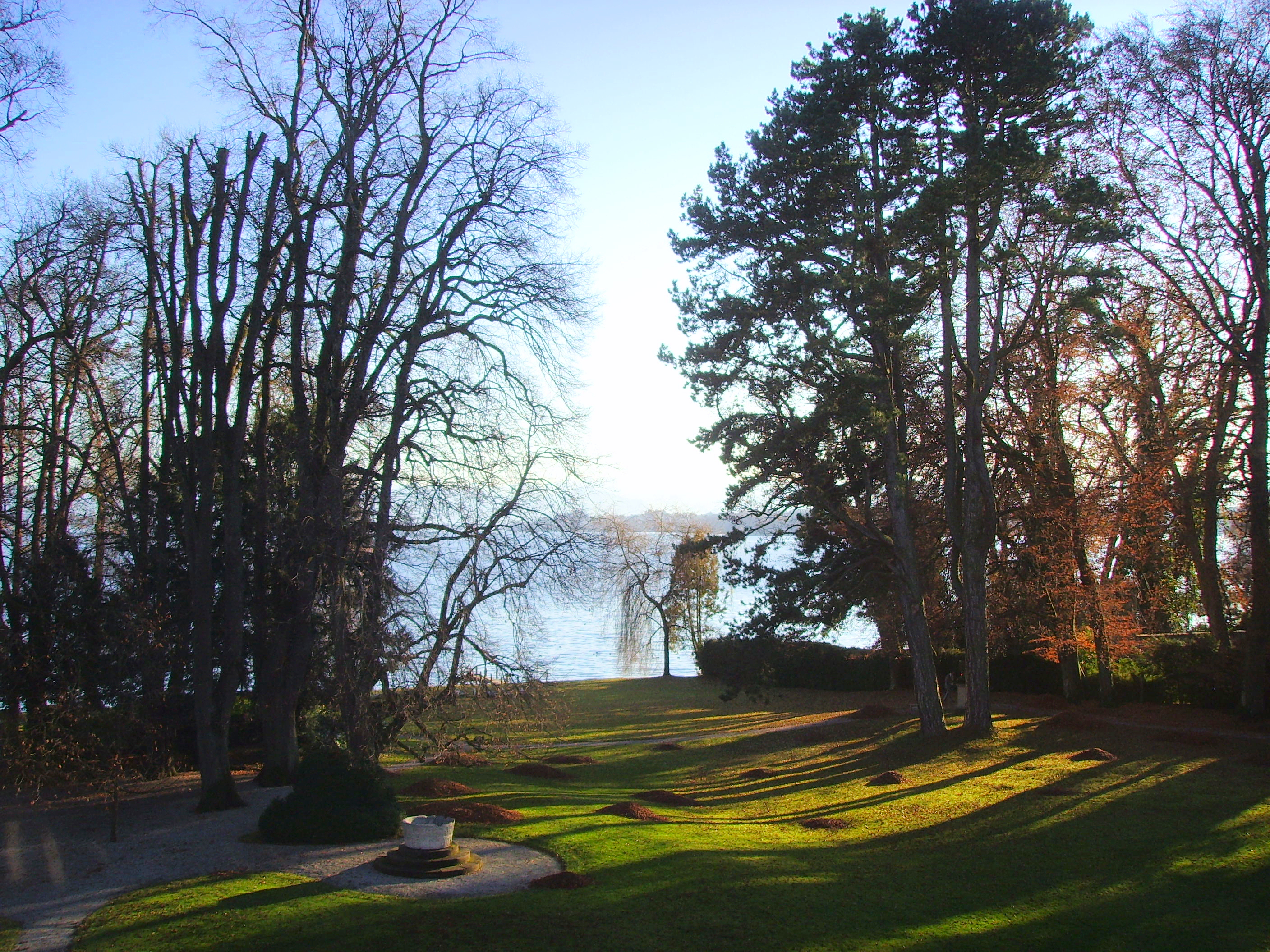
Blick vom Haupthaus zum See im Herbst

## Sonstiges
Dem Förderkreis der Akademie gehörte in späteren Jahren auch der ehemalige Chemnitzer Gestapo-Chef Johannes Thümmler an.